# Matthieu Galey
Matthieu Galey (Parijs, 9 augustus 1934 - 23 februari 1986), was een Frans schrijver en een literatuur- en theaterrecensent.

## Familie
Galey was de zoon van de scenarist en filmproducer Louis-Émile Galey (1904-1997) en de broer van de journaliste Geneviève Galey (°1944), tot in 2009 hoofdredactrice van het tv-journaal op TF1. Zijn vader kwam uit de omgeving van Argenton en zijn moeder, Marcelle Bechmann, was een joodse, uit een familie die verwant was met de industriëlen Deutsch de la Meurthe.
Als peter kreeg Matthieu een vriend van zijn vader, de politicus, letterkundige en later beroemd advocaat Georges Izard, die in 1971 lid werd van de Académie française. Galey nam deel aan de jaarlijkse kerstvieringen (hij beschrijft die van 1964 in zijn dagboek) bij Izard in Saint-Brice. De nachtmis werd er opgedragen door de schoonbroer van Izard, de jezuïet Jean Daniélou, die kardinaal en eveneens lid van de Académie française zou worden.
Met dergelijke voorbeelden en relaties binnen zijn eigen familiekring, kon Galey de verwachting koesteren zelf te slagen in de literaire wereld.

## Studies en loopbaan
Galey deed lagere en middelbare studies aan het lycée Buffon in Parijs.  Hij vervolgde zijn studies aan het lycée Chateaubriand in Rome en, terug in Parijs, aan het lycée Henri-IV. Daar werd hij bevriend met Pierre Joxe, later socialistisch minister en voorzitter van het Franse Rekenhof. Mijn enige kuise vriendschap schreef Galey. Hij vervolgde met zijn universitaire studies, eveneens in Parijs, aan de Faculté des lettres en het Institut d'études politiques (Sciences-Po).
Hij was nog student toen hij debuteerde in de Cahiers des Saisons van Jacques Brenner. In 1959 werd hij medewerker bij het weekblad Arts. Hij werkte tevens als researcher in dienst van Maurice Druon voor diens boek over Alexander de Grote. In 1962 werd hij opgenomen in het leescomité van de uitgeverij Bernard Grasset. Toen Arts in 1967 verdween, werd hij literatuurcriticus voor L'Express en theatercriticus voor Combat, voor de Nouvelles littéraires en ten slotte ook voor L'Express. Hij werd ook vaste medewerker aan het populaire radioprogramma Le masque et la plume en gelegenheidsmedewerker bij Le Monde en bij Revue de Paris. De Comédie-Française nodigde hem uit om in het leescomité van deze instelling te zetelen.

## Schrijver en criticus
In Frankrijk werd Galey een bekend recensent van toneel en literatuur. Hij had weldra toegang tot heel wat Parijse literaire kringen, wat hem talrijke bijeenkomsten, lunches, diners, opleverde waar hij vele van de toonaangevende schrijvers, uitgevers, journalisten, politici van nabij leerde kennen. Bij Paul Morand, Jacques Chardonne en Marcel Jouhandeau werd hij kind aan huis.  Eerstgenoemde stelde hem bij testament aan als een van de beheerders van zijn literaire nalatenschap. Met Louis Aragon, die weduwnaar geworden, homoseksuele neigingen vertoonde, had hij heel wat contacten, evenals met Julien Green. Bij de dames die literaire salons hielden was hij in stijgende mate een regelmatige gast: Florence Gould, Marie-Laure de Noailles, Josette Day, enz. Ook in jury's voor literaire prijzen was hij vaak betrokken.
Galey was ook actief als vertaler van toneelwerk van eigentijdse schrijvers zoals Edward Albee, Peter Shaffer en Tennessee Williams

## Marguerite Yourcenar
In de Lage Landen werd Galey vooral bekend door de vertaling van het verslag van zijn lange onderhoud met Marguerite Yourcenar (“Met open ogen”) (1980). Dit oorspronkelijk in het Frans verschenen boek onder de titel Les yeux ouverts verscheen ook in het Engels, het Duits, het Italiaans. In deze door Galey met veel affiniteit opgetekende gesprekken vertelt de anders vaak terughoudende Youcenar openhartig over haar leven, invloeden en boeken, vrijheid, eenzaamheid, passie, liefde, religie en dood. Het boek bevat de beroemd geworden passage waarin Yourcenar de Franse romantische opvatting van de liefde afwijst: "Een hart is misschien iets onzindelijks".
Het eerste contact met Yourcenar dateerde van 1971, toen Galey naar haar verblijf in 'Petite Plaisance' was getrokken met een cameraploeg van de Franse tv. Hieruit groeiden verschillende contacten en ten slotte had van 12 tot 18 februari 1979 een dagenlang durend onderhoud plaats, dat de materie voor het boek zou opleveren. Grace Frick, de vriendin van Yourcenar, vond dat Galey haar te zeer vermoeide. Op 16 februari moest ze trouwens in het ziekenhuis worden opgenomen met hartproblemen. Tegen de zin van Grace ging hij Yourcenar nog voor een lang afsluitend gesprek bezoeken, alvorens naar Parijs terug te keren.
Toen het boek verscheen, enkele weken voor Yourcenar op 22 januari 1981 als lid van de Académie française werd geïntroniseerd, was ze er allesbehalve tevreden over. De lay-out vond ze slecht: het werd voorgesteld als een boek dat zij had geschreven, met alleen in kleine lettertjes de naam van de interviewer. Ze beklaagde zich wellicht haar openhartigheid, in ieder geval vond ze dat Galey te veel zijn eigen stokpaardjes had bereden.
De tot op dat ogenblik vertrouwvolle relatie werd verbroken. Toen Yourcenar door Bernard Pivot werd ontvangen in zijn uitzending Apostrophes, weigerde ze de aanwezigheid van Galey. Er zouden nadien nog wel een paar contacten volgen, maar het kwam nooit meer goed tussen hen. In zijn dagboek schreef Galey nogal onbarmhartig over haar, maar dat heeft ze uiteraard nooit geweten.

## Dagboekhouder
Galey stelde na een aantal jaren vast dat hij eigenlijk geen literair werk van betekenis had geproduceerd. In 1980 schreef hij Ik dommel al zesenveertig jaar in boven op een goudmijn. Homoseksueel zijn en half-jood, welke romanschrijver zou er niet véél geven om een dergelijk kapitaal te bezitten? Maar ik leef op mijn gemak, zonder daar profijt uit te halen of er mij om te bekommeren. Ook anderen stelden vast dat hij bleef steken in het vel van de criticus zonder zelf letterkundig te produceren. Bernard Frank die er nochtans ook niet zo veel van maakte, beschreef hem als een kleine steenmarter die in de schaduw van Brenner binnensluipt, zich optrekt aan beroemdheden en zich indekt via Chardonne. Galey vroeg zich daarbij af waarom hij de boten had laten voorbijvaren zonder er in te stappen. Luiheid? Onmacht? Hoogmoed die bang was te mislukken? Hij wist het niet, maar ondertussen schreef hij toch vlijtig verder aan zijn dagboek.
Dit levenslang bijgehouden dagboek bleek de goudmijn te zijn die postuum opgedolven werd. Daarin maakte Galey dag na dag uiterst persoonlijke aantekeningen over een veelvoud aan onderwerpen: de relatie met zijn ouders en grootouders, zijn voorliefde voor Proust, zijn ontmoetingen met de schrijvers met wie hij al dan niet affiniteiten had en over wie hij soms knarsende portretten schreef, zoals 
- Franse schrijvers: Henry de Montherlant, Marcel Jouhandeau, Jean Cocteau, Paul Morand, Marguerite Yourcenar (voor wie hij duidelijk niet veel sympathie had nadat hij ze beter had leren kennen), Nathalie Sarraute, Françoise Sagan, Jacques Chardonne, Louis Aragon, Roger Peyrefitte, Jean d'Ormesson, Antoine Blondin, Maurice Druon, Jean-Louis Bory, Bernard Frank, Jean-René Huguenin, Roland Barthes, Eugène Ionesco, François Nourissier, Alfred Fabre-Luce, Lise Deharme, Paul Guth, Abellio, Marthe Bibesco, Nicole Vedrès, Marcel Arland, Marcel Achard, Yves Berger, Julien Green, Robert Kanters, François Mauriac, Pascal Jardin, Philippe Jullian, Jules Roy, François-Régis Bastide, Régis Debray, Angelo Rinaldi, Bernard-Henri Lévy, Jean-Edern Hallier, Bernard Clavel, André Fraigneau, Edmonde Charles-Roux, Alain Finkielkraut, Françoise Mallet-Joris, Bertrand Poirot-Delpech.
- buitenlandse schrijvers: Edward Albee,  Peter Handke,  Christopher Isherwood,
- mecenassen: Marie-Laure de Noailles, Pierre Bergé, Denise Bourdet, Josette Day, Florence Gould,
- uitgevers of hun medewerkers: Jacques Brenner, Marcel Schneider, Jean Denoël, Bernard Privat,
- journalisten: Kleber Haedens, Jacqueline Piatier, Jean Cau, Bernard Frank,
- theatermensen: Roger Planchon, Alice Sapritch, Igor Markevitch,
- politieke personaliteiten: Edgar Faure, Jack Lang,  Michel Guy, François Mitterrand, Valéry Giscard d'Estaing.
- andere personaliteiten: Lucie Faure, François-Marie Banier.

Verder schreef hij over zijn gecompliceerde liefdesverhoudingen met twee opeenvolgende vaste compagnons (Herbert Lugert en Daniel) en over zijn hectisch nachtleven met veel toevallige seks, over zijn reizen en uiteindelijk over de ziekte die de laatste twee jaar van zijn leven beheerste. Galey stierf aan ALS.
Na enkele jaren besefte Galey dat zijn dagboek de moeite waard werd om te worden gepubliceerd. Sommige van zijn vrienden (Marcel Schneider, Jacques Brenner, die zelf ook dagboeken schreven) moedigden hem hierbij aan, met de hoop uiteraard er zelf (gunstig) in voor te komen. Toen hij wist dat hij nog maar weinige tijd meer te leven had, zette Galey de tekst op punt voor de jaren 1953 tot 1964. Voor de periode 1965-1986 vroeg hij in zijn testament aan zijn vriend Jacques Brenner om de teksten voor de daaropvolgende jaren drukklaar te maken. Het Journal verscheen in twee delen, in 1987 en 1989. Een Nederlandse vertaling verscheen in 1992.
Het Journal werd unaniem door de kritiek als een meesterwerk geprezen. De schrijver en literatuurcriticus François Dufay (1963-2009) schreef over hem en zijn Journal: "Die vriendelijke jongen die men een beetje voor een snob aanzag, openbaart er zich als een corrosieve waarnemer, wiens zwarte inkt bijt op het papier, een hyperbegaafde portraitist die maar enkele woorden nodig heeft om Jacques Chardonne, Louis Aragon of Marguerite Yourcenar te typeren. De twee volumes van zijn Journal zijn een onvervangbaar document over de literaire wereld tijdens de twintigste eeuw. Het is tevens een aangrijpend getuigenis over een marginaal liefdesleven en over een moedige strijd tegen de ziekte. (...)  Dit postume werk zou best weleens beter kunnen overleven dan dat van sommige van zijn tijdgenoten die tijdens hun leven veel beroemder waren".

## Werken
- Les Vitamines du vinaigre: histoires, met een voorwoord door Marcel Schneider , Parijs, Grasset, 1958 en 1983 (ISBN 2-246-17162-8)
- Albert et Caroline, Grasset, Parijs, 1970 en 1986 (ISBN 2-248-37301-5)
- Les Yeux ouverts (1980, Nederlands: Met open ogen, 1986 in het Engels With open eyes)
- Journal I (1953-1973), Grasset, Parijs, 1987 (ISBN 2-246-40091-0)
- Journal II (1974-1986), Grasset, Parijs, 1989 (ISBN 2-246-40261-1)
  - In het Nederlands: Dagboek in een vertaling van Joop van Helmond (verschenen in 1992 bij de Arbeiderspers in de reeks Privé-domein, ISBN 9029514574)

## Theater (vertalingen en bewerkingen)
- Prenez garde à la souris van Leonard Wibberley, Fasquelle, Parijs, 1959
- Zoo story van Edward Albee, l'Avant-scène, Parijs, 1965
- Délicate balance van Edward Albee, Laffont, Parijs, 1967
- Le paradis sur terre, van Tennessee Williams, Parijs, Laffont, 1972
- Butley van Simon Gray, Gallimard, Parijs, 1974 (ISBN 2-07-032135-5)
- Equus van Peter Shaffer, Gallimard, Parijs, 1976
- Simon le bienheureux van Simon Gray, 1976
- Wings van Arthur Kopit, Gallimard, Parijs, 1979 (ISBN 2-02-032187-4)
- Bonsoir maman van Marsha Norman, Papiers, Parijs, 1986 (ISBN 2-86943-074-4)
- Le train de l'aube ne s'arrête plus ici van Tennessee Williams
- La ménagerie de verre van Tennessee Williams, Parijs, 1995 (ISBN 2-264-02183-7)